# Christian Deuschl
Christian Deuschl (* 20. April 1997) ist ein österreichischer Nordischer Kombinierer.

## Karriere
Im Grand Prix der Nordischen Kombination debütierte er am 31. August 2016 beim Grand Prix in Villach. Bei seinem ersten Rennen belegte er nach dem Springen den fünften Platz, wurde aber beim Inlineskates-Lauf auf den 34. Platz durchgereicht. Er startete nicht nur beim Grand Prix, sondern auch bei den Sommerwettbewerben des Alpencups. Am 18. September 2016 konnte er in Winterberg den dritten Platz belegen und am 1. Oktober 2016 in Hinterzarten den zweiten Platz. Einen Tag später konnte er seinen ersten Sieg im Alpencup feiern.
Er durfte für Österreich an den Nordische Junioren-Skiweltmeisterschaften 2017 in und um Park City teilnehmen. Nachdem er am 4. Februar 2017 nach dem Springen den dritten Platz belegt hatte, musste er sich nach dem Langlauf mit dem fünften Platz zufriedengeben. Beim zweiten Einzelwettbewerb und beim Team-Wettbewerb, wo Österreich Gold gewann, wurde er nicht eingesetzt.
Am 16. Dezember 2017 gab er beim Weltcup in Ramsau am Dachstein sein Debüt für Österreich im Weltcup der Nordischen Kombination. Bei seinem ersten Rennen belegte er den 46. Platz und verpasste damit seine ersten Weltcup-Punkte. Seine ersten Weltcup-Punkte konnte er in Hakuba sammeln. Nach dem Springen lag er am 3. Februar 2018 noch auf dem 18. Platz und musste sich nach dem Langlauf mit dem 29. Platz und zwei Weltcup-Punkten zufriedengeben.

## Erfolge

### Continental-Cup-Siege im Team
| Nr. | Datum           | Ort      | Disziplin             |
| --- | --------------- | -------- | --------------------- |
| 1.  | 9. Februar 2019 | Eisenerz | Staffel Normalschanze |

## Statistik

### Weltcup-Platzierungen
| Saison  | Platz | Punkte |
| ------- | ----- | ------ |
| 2017/18 | 71.   | 2      |